# Вершинна функція
У квантовій електродинаміці вершинна функція описує взаємодію між фотоном і електроном за теорією збурень вище головного порядку. Зокрема, вона є одночастково-незвідною кореляційною функцією, яка містить (ферміони), (антіферміони) і векторний потенціал.